# Río Nura
El río Nura (también Keregetas, Karašoky, Pajgoža o Bajgoža) (del ruso: Нура (o Керегетас,  Карашокы,  Пайгожа  o Байгожа)) es un importante río que discurre por la parte noreste-centro de Kazajistán y termina en la cuenca endorreica del lago Tengiz. Tiene una longitud de 978 km y drena una cuenca de 58.100 km², mayor que países como Togo o Croacia.

## Curso
El río Nura nace en las montañas Kyzyltas y fluye inicialmente hacia el norte-noroeste durante unos 100 kilómetros. Luego se vuelve hacia el oeste y fluye en esa dirección otros 220 km, y después, a continuación, al suroeste, otros 180 km. El Nura gira hacia el norte, cerca de Isen, en un tramo de unos 200 km, girando finalmente al suroeste al acercarse a la capital del país, Astaná, cerca del río Irtysh. Desde allí, fluye al suroeste otros 480 km, a través de una serie de lagos, terminando finalmente en la cuenca endorreica del lago Tengiz. En algunos años húmedos, el río fluye hacia el río Ishim (que vía río Irtysh, y luego río Obi, acaba desembocando en el mar de Kara).
Sus mayores tributarios son los ríos Sherubainura, Ulkenkundyzdy y Akbastau. Sus aguas son muy utilizadas, tanto para la irrigación como para el abastecimiento de ciudades y localidades. El caudal medio en la boca es 28,39 m³/s.

## Polución
En 1972, una fábrica de acetaldehído en la ciudad de Temirtau comenzó a verter grandes cantidades de desechos de mercurio, usado como catalizador, en el río; aunque la fábrica cerró en 1997, aún permanecen en el cauce y las zonas próximas grandes cantidades de mercurio. La mayor parte del mercurio se extiende por los suelos aluviales en un tramo de 25 km, desde Temirtau al embalse de Intumak, donde la mayoría de la contaminación quedó atrapada. A pesar de ello, se encuentran todavía niveles significativos de mercurio hasta 70 km río abajo y en época de aguas altas los contaminantes se propagan por toda la llanura de inundación, creando un problema muy extendido. Se ha estimado que hay 1.500.000 m³ de tierras contaminadas. Además, también las cenizas de las centrales térmicas de carbón contaminan el río.